# Вале Вескови (Виченца)
Вале Вескови је насеље у Италији у округу Виченца, региону Венето.
Према процени из 2011. у насељу је живело 103 становника. Насеље се налази на надморској висини од 1040 м.